# Хатанбаатар, Базарын
Ба́зарын Ха́танбаа́тар (монг. Базарын Хатанбаатар; род. 25 февраля 1973) — монгольский шахматист, гроссмейстер (1999), заслуженный спортсмен Монголии (2005).
Самый титулованный шахматист в истории чемпионатов Монголии. Является восьмикратным чемпионом страны: 1991, 1994, 1998, 2000, 2001, 2003, 2004 и 2005 гг.
В составе сборной Монголии участник десяти шахматных олимпиад (1992, 1994, 1998—2010, 2014 гг.).

## Изменения рейтинга
| Графики недоступны из-за технических проблем. См. информацию на Фабрикаторе и на mediawiki.org. |